# Talysj
Talysj är ett nordvästiranskt språk som talas i de norra delarna av de iranska provinserna Gilan och Ardabil, samt i de södra delarna av Azerbajdzjan. Historiskt kan språket och talysjerna spåras tillbaka genom den medeliranska perioden till det mediska språket. Språket har en mängd dialekter, som vanligtvis delas upp i tre grupper: norra (i Azerbajdjan och Iran), centrala (Iran) och södra (Iran). Uppskattningarna för antalet talysjtalare varierar, men trovärdiga uppskattningar rör sig mellan en halv till en miljon. Talysj är delvis, men inte helt, ömsesidigt begripligt med persiska. Talysj klassificeras som "sårbart" av Unescos Atlas of the World's Languages in Danger.

## Historia
Bakgrunden till namnet talysj är oklar, men sannolikt gammal. Folkets namn anges i tidiga arabiska källor som al-Taylasân och i persiska som tâlišân och tavâliš, som är pluralformer av tâliš. Den norra talysjvarianten (i Azerbajdjan) var historiskt känd som tâlish-i guštâsbi. Talysj har historiskt onmämns tillsammans med Gilan eller Muganslätten. Hamdallah Mostowfi skrev att det språk  som täckte den kaspiska gränsregionen mellan Gilan och Shivan var ett pahlavispråk relaterat till språket i Gilan. Det har även spekulerats i att fornazariskan  kan ha varit en föregångare både till talysj och tat. B.V. Miller lade 1953 fram hypotesen att azariskan i Ardabil, som återfinns i Safi-ad-din Ardabilis verk, var en form av talysj, vilket stöddes av W.B. Henning.

## Geografisk utbredning
I Iran finns sex städer där talysj talas: Masal, Rezvanshar, Talesh, Fouman, Shaft and Masoleh, men bara Masal och Masoleh är enspråkigt talysjtalande.[källa behövs] I övriga städer talas utöver talysjiska även gilaki och azerbajdzjanska. I Azerbajdzjan talas talysj i åtta städer: Astara (79%), Lerik  (49%), Lenkoran  (35%), Masalli (30%), Belasuvar (24%), Nefchala (13%), Calilabad (9%) och Yardimli (4%). Talysj har påverkats av sin närhet till talare av gilaki, azerbajdzjanska och persiska. I söder bor talysjer och gilaker sida vid sida, medan azerbajdzjanska har trängt ut talysj i norra Gilan, efter en migration av turkspråkstalande personer, medan folk runt Lavandil har behållit språket. Mellan Lisar och Hashtpar bor azerbajdzjansk- och talysjtalande personer sida vid sida, där det sistnämnda först och främst talas i mindre byar. Talysj i Azerbajdzjan är något mindre påverkat av ryskan och azerbajdzjanska än talysj i Iran är påverkat av persiskan.

## Fonologi och skrift
Vokalsystemet i talysj är större än i standardpersiskan. De främsta skillnaderna är den främre vokalen ü i de centrala och norra dialekterna, samt den centrala voaklen ə. År 1929 skapades ett latinskt alfabet för talysj i Sovjetunionen. Det kom att ersättas av ett kyrilliskt 1938, som dock aldrig fick större spridning. Senare har ett persiskt och ett latinskt kommit att användas i Iran respektive Azerbajdzjan.

### Monoftonger
| Monoftonger | Monoftonger | Monoftonger | Monoftonger  | Monoftonger      | Monoftonger | Monoftonger        | Monoftonger          |
| Fon (IPA) | 1929–1938   | ISO 9       | Persiska     | KNAB (199x(2.0)) | Kyrilliska  | Annan romanisering | Exempel              |
| --- | ----------- | ----------- | ------------ | ---------------- | ----------- | ------------------ | -------------------- |
| ɒ: | a           | a           | آ , ا        | a                | a           | â                  | âv                   |
| æ | a           | a̋           | َ , اَ         | ǝ                | ә           | a, ä               | asta                 |
| ə | ә           | -           | ِ , اِ or َ , اَ | ə                | ə           | e, a               | esa                  |
| e: | e           | e           | ِ , اِ         | e                | e           | e                  | nemek                |
| o | o           | o           | ا , ُ , و     | o                | о           | o                  | šalvo                |
| u | u           | u           | او , و       | u                | y           | u                  | udmi                 |
| y | u           | -           | او , و       | ü                | y           | ü                  | salü, kü, düri, Imrü |
| i | ъ           | y           | ای, ی        | ı                | ы           | i                  | bila                 |
| i: | i           | i           | ای, ی        | i                | и           | i, ị               | neči, xist           |
| Anmärkning: ISO 9-standardiseringen är från 1995. 2.0 KNAB-romaniseringen är baserad på den azerbajdjanska varianten av det latinska alfabetet. |             |             |              |                  |             |                    |                      |

#### Fonologiska skillnader gentemot persiskan
De generella fonologiska skillnaderna jämfört med standardpersiskan är:
| skillnad                           | Taleshdulaei/khushabari | Persiska | ‌ | Svenska   |
| ---------------------------------- | ----------------------- | -------- |  | --------- |
| u → â                              | duna                    | dâne     | ‌ | frö       |
| inledande i → "e"                  | insân                   | ensân    | ‌ | människa  |
| e → u                              | tarâze                  | terâzu   | ‌ | balansvåg |
| e → o                              | xerâk                   | xorâk    | ‌ | mat       |
| "a" i sammansatta ord → försvinner | mâng-a-tâv              | mah-tâb  | ‌ | månsken   |

### Diftonger
| Diftonger | Diftonger | Diftonger          | Diftonger                                 |
| Fon (IPA) | Persiska  | Annan romanisering | Exempel                                   |
| --------- | --------- | ------------------ | ----------------------------------------- |
| ɒ:ɪ       | آی , ای   | âi, ây             | bâyl, dây                                 |
| aʊ        | اَو        | aw                 | dawlat                                    |
| æɪ        | اَی        | ai, ay             | ayvona, ayr                               |
| oʊ        | اُو        | ow, au             | kow                                       |
| eɪ        | اِی        | ey, ei, ay, ai     | keybânu                                   |
| æ:ɐ       | اَ         | ah                 | zuah, soahvona, buah, yuahnd, kuah, kuahj |
| e:ɐ       | اِ         | eh                 | âdueh, sueh, danue'eh                     |
| ɔʏ        | اُی        | oy                 | doym, doymlavar                           |

### Konsonanter
| Konsonanter | Konsonanter | Konsonanter | Konsonanter   | Konsonanter      | Konsonanter | Konsonanter        | Konsonanter                         |
| Fon (IPA) | 1929–1938   | ISO 9       | Persiska      | KNAB (199x(2.0)) | Kyrilliska  | Annan romanisering | Exempel                             |
| --- | ----------- | ----------- | ------------- | ---------------- | ----------- | ------------------ | ----------------------------------- |
| p | p           | p           | پ             | p                | п           | p                  | pitâr                               |
| b | в           | b           | ب             | b                | б           | b                  | bejâr                               |
| t | t           | t           | ت , ط         | t                | т           | t                  | tiž                                 |
| d | d           | d           | د             | d                | д           | d                  | debla                               |
| k | k           | k           | ک             | k                | к           | k                  | kel                                 |
| ɡ | g           | g           | گ             | g                | г           | g                  | gaf                                 |
| ɣ | ƣ           | ġ           | غ             | ğ                | ғ           | gh                 | ghuša                               |
| q | q           | k̂           | ق             | q                | ҝ           | q                  | qarz                                |
| tʃ | c, ç        | č           | چ             | ç                | ч           | ch, č, c           | čâki                                |
| dʒ | j           | ĉ           | ج             | c                | ҹ           | j, ĵ               | jâr                                 |
| f | f           | f           | ف             | f                | ф           | f                  | fel                                 |
| v | v           | v           | و             | v                | в           | v                  | vaj                                 |
| s | s           | s           | س , ص, ث      | s                | с           | s                  | savz                                |
| z | z           | z           | ز , ذ , ض , ظ | z                | з           | z                  | zeng                                |
| ʃ | ş           | š           | ش             | ş                | ш           | sh                 | šav                                 |
| ʒ | ƶ           | ž           | ژ             | j                | ж           | zh                 | ža                                  |
| x | x           | h           | خ             | x                | x           | kh                 | xâsta                               |
| h | h           | ḥ           | ه , ح         | h                | һ           | h                  | haka                                |
| m | m           | m           | م             | m                | м           | m                  | muža                                |
| n | n           | n           | ن             | n                | н           | n                  | nân                                 |
| l | l           | l           | ل             | l                | л           | l                  | lar                                 |
| L mixed with i | -           | -           | -             | -                | -           | -                  | xâlâ, avâla, dalâ, domlavar, dalaza |
| ɾ | r           | r           | ر             | r                | р           | r                  | raz                                 |
| j | y           | j           | ی             | y                | ј           | y, j               | yânza                               |
| Anmärkning: ISO 9-standardiseringen är från 1995. 2.0 KNAB-romaniseringen är baserad på den azerbajdjanska varianten av det latinska alfabetet. |             |             |               |                  |             |                    |                                     |

#### Skillnad gentemot persiskan
Några skillnader jämfört med standardpersiskan:
| skillnad | Taleshdulaei/khushabari | Persiska | ‌ | Svenska   |
| -------- | ----------------------- | -------- |  | --------- |
| v → b    | âv                      | âb       | ‌ | vatten    |
| f → b    | sif                     | sib      | ‌ | äpple     |
| x → h    | xâsta                   | âheste   | ‌ | långsam   |
| t → d    | tert                    | tord     | ‌ | skör      |
| j → ž    | mija                    | može     | ‌ | ögonfrans |
| m → n    | šamba                   | šanbe    | ‌ | lördag    |

## Grammatik
Talysj är (precis som svenskan) ett subjekt–objekt–verb-språk. I vissa situationer hängs kasusmarkören i eller e på nominalfrasen i ackusativ. Det finns ingen bestämd artikel; den obestämda artikeln är i. Plural markeras genom suffixen un eller ēn, eller yēn för substantiv som slutar med en vokal. Till skillnad från persiskan kommer substantivet för bestämningen, till exempel "maryami kitav" ("Marys bok"). Liksom de flesta andra iranska dialekter finns det två böjningsformer, subjekt och objekt.

### Pronomen
Talysj kan välja att uttrycka person genom verbformen, vilket betyder att personliga pronomen inte krävs om de står som subjekt (till exempel jag, hon, han). För första person singularis används både az och men. Personsuffix läggs inte till stammen för men. Exempel:
- men xanda. (Jag läser.), az bexun-em (Borde jag läsa ...)
- men daxun! (Ring mig!), az-daxun-em (Borde jag ringa ...)

Det finns tre prefix i talysj som läggs till för att skapa possessiva pronomen: če/ča, eš/še och ča-y, ča/čai.
| Pronomen | Pronomen   | Pronomen |
| Person   | Singular   | Plural   |
| -------- | ---------- | -------- |
| Första   | az/âz, men | ama      |
| Andra    | te         | šema     |
| Tredje   | ay         | ayēn     |

| Possessiva pronomen | Possessiva pronomen | Possessiva pronomen |
| Person              | Singular            | Plural              |
| ------------------- | ------------------- | ------------------- |
| Första              | če-men, če-mi       | ča-ma               |
| Andra               | eš-te               | še-ma               |
| Tredje              | ča-y, ča            | čai:mun             |

### Verb
- prefix: â/o, da, vi/i/ē/â, pē/pi
- Negationer: ne, nē, ni
- Konjunktiv/imperativ: be
- Durativmarkörer: a, ba, da

Följande personsuffix används i olika dialekter och för olika verb.
| Personsuffix | Personsuffix                   | Personsuffix                           |
| Person       | Singular                       | Plural                                 |
| ------------ | ------------------------------ | -------------------------------------- |
| Första       | -em, -ema, -emē, -ima, -um, -m | -am, -emun(a), -emun(ē), -imuna, -imun |
| Andra        | -i, -er(a), -eyē, -išaو -š     | -a, -erun(a), -eyunē, -iruna, -iyun    |
| Tredje       | -e, -eš(a), -eš(ē), -a, -ē, -u | -en, -ešun(a), -ešun(ē), -ina, -un     |

#### Konjugation
Följande tabeller visar konjugationen för verbet "att sy" i första person singular i några dialekter i de tre dialektkategorierna.:

##### Verbstammar och imperativ
| Verbstammar och imperativ | Verbstammar och imperativ | Verbstammar och imperativ | Verbstammar och imperativ | Verbstammar och imperativ |
|                           | Northern (lavandavili)    | Central (taleshdulaei)    | Southern (khushabari)     | Tat (kelori)              |
| ------------------------- | ------------------------- | ------------------------- | ------------------------- | ------------------------- |
| Infinitiv                 | dut-ē                     | dašt-ē                    | dēšt-ē                    | dut-an                    |
| Förfluten tid             | dut                       | dašt                      | dēšt                      | dut                       |
| Presens                   | dut                       | dērz                      | dērz                      | duj                       |
| Imperativ                 | be-dut                    | be-dērz                   | be-dērz                   | be-duj                    |

##### Aktivum
| Aktivum       | Aktivum              | Aktivum             | Aktivum                 | Aktivum            | Aktivum        |
| Form          | Tempus               | Norra (lavandavili) | Centrala (taleshdulaei) | Södra (khushabari) | Tat (kelori)   |
| ------------- | -------------------- | ------------------- | ----------------------- | ------------------ | -------------- |
| Infinitiv     | -                    | dut-ē               | dašt-ē                  | dēšt-ē             | dut-an         |
| Indikativ     | Presens              | dute-da-m           | ba-dašt-im              | dērz-em            | duj-em         |
| „             | Förfluten tid        | dut-emē             | dašt-em                 | dēšt-em            | bedut-em       |
| „             | Perfekt              | dut-amē             | dašt-ama                | dēšt-ama           | dute-mē        |
| „             | Imperfekt            | dute-aymē           | adērz-ima               | dērz-ima           | duj-isēym      |
| „             | Pluskvamperfekt      | dut-am bē           | dašt-am-ba              | dēšt-am-ba         | dut-am-bē      |
| „             | Futurum              | pima dut-ē          | pima dašt-ē             | pima dēšt-ē        | xâm dut-an     |
| „             | Progressiv presens   | dute da-m           | kâr-im dašt-ē           | kâra dērz-em       | kerâ duj-em    |
| „             | Progressiv imperfekt | dut dab-im          | kârb-im dašt-ē          | kârb-im dēšt-ē     | kerâ duj-isēym |
| Konjunktiv    | Presens              | be-dut-em           | be-dērz-em              | be-dērz-em         | be-duj-em      |
| „             | Förfluten tid        | dut-am-bu           | dašt-am-bâ              | dēšt-am-bu         | dut-am-bâ      |
| Konditionalis | Förfluten tid        | dut-am ban          | ba-dērz-im              | be-dērz-im         | be-duj-im      |

##### Passivum
| Passivum   | Passivum              | Passivum            | Passivum                | Passivum             | Passivum        |
| Form       | Tempus                | Norra (lavandavili) | Centrala (taleshdulaei) | Södra (khushabari)   | Tat (kelori)    |
| ---------- | --------------------- | ------------------- | ----------------------- | -------------------- | --------------- |
| Infinitiv  | -                     | dut-ē               | dašt-ē                  | dēšt-ē               | dut-an          |
| Indikativ  | Presens               | duta bē dam         | dašta babim             | dēšta bum            | duta bum        |
| „          | Preteritum            | duta bēm            | dašta bima              | dēšta bima           | bedujisim       |
| „          | Imperfekt preteritum  | duta be-am be       | dašta abima             | dēšta bistēm         | duta bisim      |
| „          | Perfekt               | duta beam           | dašta baima             | dērzistaima          | dujisim         |
| „          | Pluskvamperfekt       | duta beam bē        | dērzista bim            | dērzista bim         | dujisa bim      |
| „          | Progressiv presens    | duta bē dam         | kâra dašta babima       | kšra dēšta bum       | kerâ duta bum   |
| „          | Progressiv preteritum | duta bēdabim        | kâra dašta abima        | kâra dēšta bistēymun | kerâ duta bisim |
| Konjunktiv | Presens               | duta bebum          | dašta bebum             | dēšta bebum          | duta bebum      |
| „          | Preteritum            | duta beabum         | dašta babâm             | dēšta babâm          | dujisa biya-bâm |

##### Kasusmarkörer och prepositioner
Det finns fyra kasus i talysj: nominativ, genitiv, ackusativ och ergativ. Ackusativ används för att skilja indirekt objekt från direkt objekt. Dessa kasus är ursprungligen egentligen partiklar, liknande persiska prepositioner som râ.
| Kasusmarkörer och prepositioner | Kasusmarkörer och prepositioner | Kasusmarkörer och prepositioner | Kasusmarkörer och prepositioner | Kasusmarkörer och prepositioner | Kasusmarkörer och prepositioner |
| ------------------------------- | ------------------------------- | ------------------------------- | ------------------------------- | ------------------------------- | ------------------------------- |
| Kasus                           | Markör                          | Exempel                         | Persiska                        | ‌                                | Engelska                        |
| Nominativ                       | -                               | sepa ve davaxa.                 | Sag xeyli hâfhâf kard.          | ‌                                | Hunden skällde mycket.          |
| Ackusativ                       | -i                              | gerd-i âda ba men               | Hame râ bede be man.            | ‌                                | Ge dem alla till mig!           |
| „                               | -e                              | âv-e-m barda                    | Âb râ bordam.                   | ‌                                | Jag tog vattnet.                |
| Genitiv                         | -kâ, -ku (av)                   | ba-i-kâ-r če bapi               | Az u ce mixâhi?                 | ‌                                | Vad vill du ha av honom?        |
| „                               | -ka, -anda (i)                  | âstâra-ka tâleši gaf bažēn      | Dar Âstârâ Tâleši gap mizanand. | ‌                                | I Astara talar de talysj.       |
| „                               | -na (med)                       | âtaši-na mezâ maka              | Bâ âtaš bâzi makon.             | ‌                                | Lek inte med elden!             |
| Ergativ                         | -i                              | a palang-i do lorzon-i (aorist) | Ân palang deraxt râ larzând.    | ‌                                | Den leoparden skakade trädet.   |

## Ordförråd
| Engelska               | ‌ | Norra (lavandavili/lankaroni) | Centrala (taleshdulaei) | Södra (khushabari/shandermani) | Tat (kelori/geluzani) | Persiska                |
| ---------------------- |  | ----------------------------- | ----------------------- | ------------------------------ | --------------------- | ----------------------- |
| stor                   | ‌ | yul                           | yâl                     | yâl                            | pilla                 | bozorg, gat, (yal, pil) |
| pojke, son             | ‌ | zoa, zua                      | zôa , zue               | zu'a, zoa                      | zâ                    | Pesar                   |
| brud                   | ‌ | vayü                          | vayu                    | gēša, veyb                     | vayu, vēi             | arus                    |
| katt                   | ‌ | kete, pišik, piš              | peču                    | peču, pešu, piši               | pešu                  | gorbe, piši             |
| gråta                  | ‌ | bamē                          | beramestē               | beramē                         | beramesan             | geristan                |
| dotter, (liten) flicka | ‌ | Kina, kela                    | kilu, kela              | Kina, kel(l)a                  | kille, kilik          | doxtar                  |
| dag                    | ‌ | rüž, ruj                      | ruz                     | ruz, roz                       | ruz                   | ruz                     |
| äta                    | ‌ | hardē                         | hardē                   | hardē                          | hardan                | xordan                  |
| ägg                    | ‌ | uva, muqna, uya               | âgla                    | merqona                        | xâ, merqowna          | toxme morq              |
| eye                    | ‌ | čâš                           | čaš, čam                | čēm                            | čašm                  | čašm                    |
| fader                  | ‌ | dada, piya, biya              | dada                    | ?                              | pē                    | pedar                   |
| frukta                 | ‌ | purnē, târsē                  | târsinē, tarsestē       | tarsē                          | tarsesan              | tarsidan                |
| flagga                 | ‌ | filak                         | parčam                  | ?                              | ?                     | parčam, derafš          |
| mat                    | ‌ | xerâk                         | xerâk                   | xerâk                          | xuruk                 | xorâk                   |
| gå                     | ‌ | šē                            | šē                      | šē                             | šiyan                 | raftan (šodan)          |
| hus/rum                | ‌ | ka                            | ka                      | ka                             | ka                    | xâne                    |
| språk                  | ‌ | zivon                         | zun                     | zavon                          | zuân                  | zabân                   |
| måne                   | ‌ | mâng, uvešim                  | mâng                    | mang                           | mung, meng            | mâh                     |
| mor                    | ‌ | mua, mu, nana                 | nana                    | ?                              | mâ, dēdē, nana        | mâdar, nane             |
| mun                    | ‌ | qav, gav                      | ga, gav, ga(f)          | qar                            | gar                   | dahân, kak              |
| natt                   | ‌ | šav                           | šaw                     | šav                            | šav                   | šab                     |
| norr                   | ‌ | kubasu                        | šimâl                   | ?                              | ?                     | šemâl                   |
| ris                    | ‌ | berz                          | berz                    | berj                           | berenj                | berenj                  |
| säga                   | ‌ | votē                          | vâtē                    | vâtē                           | vâtan                 | goftan                  |
| syster                 | ‌ | huva, hova, ho                | xâlâ, xolo              | xâ                             | xâv, xâ               | xâhar                   |
| liten                  | ‌ | ruk, gada                     | ruk                     | ruk                            | velle, xš             | kučak                   |
| solnedgång             | ‌ | šânga                         | maqrib                  | ?                              | ?                     | maqreb                  |
| solsken                | ‌ | haši                          | âftâv                   | ?                              | ?                     | âftâb                   |
| vatten                 | ‌ | uv, ôv                        | âv                      | âv                             | âv                    | âb                      |
| kvinna, fru            | ‌ | žēn                           | žēn, žen                | yen, žen                       | zanle, zan            | zan                     |
| i går                  | ‌ | zina                          | zir, izer               | zir, zer                       | zir                   | diruz, di               |